# 綱領 (メキシコ史)
メキシコ史における綱領（こうりょう、スペイン語: Plan、「計画」とも訳される）は反乱とともに発布される、反乱の原則に関する声明である。この場合の反乱は武装反乱がほとんどであり、中央政府または地方政府に対するものである。メキシコにおける綱領はイスパノアメリカやスペインで見られるプロヌンシアミエントよりも正式であり、一部はアメリカ独立宣言（もしアメリカ独立宣言がメキシコで発布されたら、「フィラデルフィア綱領」と呼ばれたのであろう）よりも詳しく書かれるほどであったが、それ以外の綱領は現政府の無効、および綱領の署名者が新しい大統領であると宣言するに留まった。
メキシコ史上、発布された綱領は100以上ある。

## 綱領の一覧
- イグアラ綱領（1821年2月24日、イグアラ（英語版））：アグスティン・デ・イトゥルビデとビセンテ・ゲレロがメキシコ独立戦争の戦後処理を「3つの保証」、すなわち、宗教、独立、統一の三本柱に基づくと提案したもの。
- ベラクルス綱領（英語版）（1822年12月2日）：アントニオ・ロペス・デ・サンタ・アナが共和制移行を呼びかけた[2]。
- カサ・マタ綱領（英語版）（1823年2月1日）：アントニオ・ロペス・デ・サンタ・アナとグアダルーペ・ビクトリアが皇帝アグスティン・デ・イトゥルビデの廃位を呼びかけた。
- ロバト綱領（スペイン語版）（1824年1月23日）：ホセ・マリア・ロバト（スペイン語版）によるホセ・マリアーノ・ミチェレナ（英語版）とミゲル・ドミンゲス（英語版）の廃位要求。
- モンターニョ綱領（スペイン語版）（1827年12月）：1824年憲法施行、ジョエル・ロバーツ・ポインセット追放などを要求。
- ペロテ綱領（スペイン語版）（1828年9月16日）：アントニオ・ロペス・デ・サンタ・アナが1828年メキシコ総選挙（英語版）の結果を認めないと宣言した。
- ハラパ綱領（スペイン語版）（1829年12月4日、ハラパ ）：ビセンテ・ゲレロ大統領の廃位を要求した。
- ベラクルス綱領（英語版）：後にアントニオ・ロペス・デ・サンタ・アナの支持を受けたシリアコ・バスケス（スペイン語版）がアナスタシオ・ブスタマンテ大統領を非難した。
- クエルナバカ綱領（英語版）（1834年5月25日）：バレンティン・ゴメス・ファリアス（英語版）副大統領の自由主義政策を批判した。
- アユトラ綱領（1854年3月1日、アユトラ・デ・ロス・リブレス（英語版））：アントニオ・ロペス・デ・サンタ・アナ大統領の廃位を要求した[3]。
- タクバヤ綱領（英語版）（1857年12月17日、タクバヤ）：1857年憲法の停止、イグナシオ・コモンフォルト大統領による議会開会を要求した。
- ラ・ノリア綱領（英語版）（1871年11月8日）：ポルフィリオ・ディアスによるベニート・フアレス廃位の試み。
- トゥクステペク綱領（英語版）（1876年1月10日、トゥクステペク（英語版））：ポルフィリオ・ディアスによる、セバスティアン・レルド・デ・テハダ（英語版）大統領廃位要求。
- サン・ルイス・ポトシ綱領（英語版）（1910年10月5日、サン・ルイス・ポトシ）：フランシスコ・マデロによる革命とポルフィリオ・ディアス廃位の呼びかけ。
- タクバヤ綱領（スペイン語版）（1911年10月31日）：1911年メキシコ大統領選挙（スペイン語版）の結果を認めず、エミリオ・バスケス・ゴメス（スペイン語版）を大統領と宣言した。
- アヤラ綱領（英語版）（1911年11月28日、シウダード・アヤラ（英語版））：エミリアーノ・サパタがメキシコ革命中に発表した政策綱領[4]。
- エンパカドラ綱領（スペイン語版）（1912年3月25日、チワワ）：パスクアル・オロスコらによるフランシスコ・マデロ政府批判と改革案。
- グアダルーペ綱領（英語版）（1913年3月23日、アシエンダ・デ・グアダルーペ（Hacienda de Guadalupe））：ベヌスティアーノ・カランサによる、悲劇の十日間におきたフランシスコ・マデロ暗殺事件に対する反応、並びに簒奪者ビクトリアーノ・ウエルタに対する批判。
- サンディエゴ計画：（1915年1月6日、サンディエゴ（英語版））：米墨国境諸州の政府転覆計画。
- アグア・プリエタ綱領（英語版）（1920年4月23日、アグア・プリエタ（英語版））：アルバロ・オブレゴン、アドルフォ・デ・ラ・ウエルタ、ベンハミン・ヒル（英語版）らによる、ベヌスティアーノ・カランサ政府に対する武装蜂起。